# Mileva Marić
Mileva Marić (tiếng Serbia: Милева Марић; 19 tháng 12 năm 1875 - 4 tháng 8 năm 1948), đôi khi được gọi là Mileva Marić-Einstein hoặc Mileva Marić-Ajnštajn, là một nhà vật lý và toán học người Serbia và là người vợ đầu tiên của Albert Einstein từ 1903-19. Bà là người phụ nữ duy nhất trong số các sinh viên của Einstein tại Đại học Bách khoa Zürich và là người phụ nữ thứ hai hoàn thành chương trình học đầy đủ tại Khoa Toán học và Vật lý. Marić và Einstein là cộng tác viên khoa học và là người tình của nhau. Hai người có một cô con gái Lieserl vào năm 1902, không rõ số phận. Sau đó họ có hai con trai, Hans Albert và Eduard.
Họ chia tay vào năm 1914, với Marić đưa các con trai trở về Zurich từ Berlin. Họ ly dị năm 1919; Năm đó Einstein lại kết hôn. Khi ông nhận giải thưởng Nobel năm 1921, ông đã chuyển tiền cho Marić, chủ yếu để hỗ trợ các con trai của họ; bà được quyền tiêu phần tiền lãi. Năm 1930 vào khoảng 20 tuổi, con trai thứ hai của họ là Eduard bị suy sụp và được chẩn đoán mắc bệnh tâm thần phân liệt. Với chi phí tăng vào cuối những năm 1930 cho việc chăm sóc thể chế của mình, Marić đã bán hai trong số ba ngôi nhà mà bà và Einstein đã mua. Einstein đã đóng góp thường xuyên để trả tiền chăm sóc của các con trai ông, ông vẫn tiếp tục sau khi di cư sang Hoa Kỳ với người vợ thứ hai (Elsa, em họ con chú con bác của ông).